# JICO
Le JICO (ou Joint Interface Control Officer) doit surmonter les difficultés d'interopérabilité, liées à la conduite du réseau multiliaison de données tactiques d'une force interarmées.
Incorporée dans des opérations interarmées et/ou internationales comme l'opération  ENDURING FREEDOM, la cellule JICO s'est avérée efficace dans l'optimisation de l'utilisation des moyens d'échange des données tactiques et dans la gestion de la complexité du champ de bataille électronique. La cellule JICO s'est avérée particulièrement efficace dans la redistribution dynamique des ressources de communication des informations tactiques, lorsque des actions ponctuelles exigeaient une adaptation immédiate du réseau multiliaison aux engagements non planifiés.
Elle a contribué ainsi à l'amélioration de la capacité du commandant d'une force (JFC) à engager des forces hostiles et à empêcher les tirs fratricides.

## Le JICO
Le JICO est un expert opérationnel qui comprend parfaitement la conduite du combat interarmées.
Le JICO rend compte directement au commandant désigné par le JFC .
Le JICO doit avoir une expertise averée dans l'emploi des Liaisons de Données Tactiques (LDT), dont les principales liaison 11, liaison 16, liaison 22, et le protocole et les modes opératoires des liaisons JREAP-C. Il a une connaissance technique suffisante pour mettre en œuvre et diriger des architectures de LDT complexes pour maximiser l'efficacité au combat des forces interarmées et combinées, dans des opérations dynamiques.
Le réseau multiliaison et ses interfaces avec d'autres réseaux, constituent le "Joint Data Network" (JDN) .
En France, le JDN est constitué essentiellement des liaison 11, liaison 16 et JREAP-C.
La liaison 22 viendra à terme compléter les dispositifs.
Le JDN distribue les informations nécessaires au développement de l'image tactique ou CTP et de la SIAP.
En agissant avec l'autorité déléguée par le JFC, LE JICO est le directeur du JDN.
Il est chargé de fournir à la CTP, des entrées en provenance du JDN, dans toutes les phases de la campagne.
Un groupe de travail interarmées a développé les fonctions et les tâches du JICO tant pour la phase de planification que pour celle d'exploitation des réseaux multiliaisons.
Lors de la planification, le JICO compile les informations, développe et valide l'architecture multiliaison, coordonne la préparation des ordres nécessaires à la conduite opérationnelle des liaisons de données tactiques (Message OPTASKLINK).
En phase d'exécution, le JICO, qui peut être assisté d'une ou plusieurs équipes (cellule JICO, pour un fonctionnement par quart 24/7) avec a leur tête un JICO Watch Officer : 
- Met en œuvre et assure la maintenance de l'architecture multiliaison,
- S'assure de l'élaboration et de la diffusion de la COP vers tous les échelons au niveau des unités, tactique (état major de conduite), voire stratégique.
- Adapte les architectures multiliaisons aux moyens (unités), a l'environnement (orbites des AEW par exemple, fréquences jour/nuit, ...) et aux missions assignées,
- Supervise les replanifications dynamiques nécessaires

## La Cellule JICO
Le JICO est responsable d'une cellule dont les membres exécutent les fonctions qui lui sont attribuées. Une cellule JICO peut être établie pour chaque Task Force (JTF).
La cellule est composée :
- d'un officier chargé du contrôle de l'interface (JICO Watch Officer),
- des membres nécessaires au soutien de la permanence des opérations.

Les membres de la cellule JICO :
- contrôlent continuellement l'architecture multiliaison,
- assurent la connectivité entre unités
- vérifient l'interopérabilité.

Lorsque le théâtre d'opération l'exige (étendue géographique ou complexité dans les différents domaines d'action), le JICO peut déléguer une partie de ses responsabilités à 
- un SICO[acro 5], chargé d'un secteur (domaine)
- un RICO[acro 6], chargé d'une région (géographique)

En France, la Marine Nationale met en œuvre des cellules MICO au sein de ses groupes amphibies et aéronavals.

## Les outils du JICO
Les forces américaines mettent en œuvre le JSS (JICO Support System)
En octobre 2010, le JSS a reçu la certification lui permettant d'opérer sur les réseaux américains et alliés.
Le 19 novembre 2010, l'US Air Force a approuvé la mise en production de cet outil.
En France, les cellules JICO/MICO utilisent principalement :
- un analyseur de trafic des réseaux L11, le LMS11, bien que cet outil ne soit pas obligatoirement dans la dotation des cellules JICO/MICO ; dans ce cas, une unité designée peut assurer ce rôle (L11 Network Manager),
- un outil de conduite et de gestion dynamique des réseaux L16 en portée radio, le JPC (Joint Portable Cabin), 
- un outil de surveillance et de rediffusion par réseaux IP de la COP vers les différents échelons, le CSI (CRC System Interface), 
- un système de communication permetant de joindre sans délais et instantanément les unités du (ou des) réseau(x) (chat, voice, téléphone...).

## Traductions de
1. ↑  (en) Multi TADIL : Multiliaisons
2. ↑  (en) JDN : Joint Data Network" : Réseau Interarmées de Données tactiques

## Acronymes
1. 1 2  (en) JFC Joint Force Commander
2. ↑  (en) JRE : Joint Range Extension Application Protocol type C
3. ↑  (en) CTP : Common Tactical Picture
4. ↑  (en) SIAP : Sigle Integrated Air Picture
5. ↑   SICO : Sector Interface Control Officer
6. ↑   RICO : Regional Interface Control Officer
7. ↑   MICO : Maritime Interface Control Officer